# Tangos
Tangos è un album a nome Xavier Cugat and His Orchestra, pubblicato dalla casa discografica RCA Victor Records nel novembre del 1951.
Nel 1941 la Victor Records (P 83) aveva pubblicato i brani in un cofanetto contenente quattro dischi in formato da 78 giri in gommalacca.

## Tracce

### LP
Lato A
1. Jalousie (Strumentale) – 3:17 (testo: Vera Bloom – musica: Jacob Gade) – Registrato il 5 settembre 1935 a New York
2. Inspiration (Strumentale) – 3:07 (musica: Luis Rubinstein, Peregrino Paulos) – Registrato il 7 agosto 1936 a Hollywood
3. La cumparsita (Voce di Dinah Shore) – 3:06 (testo: Olga Paul – musica: Gerardo Matos Rodriguez) – Registrato il 27 settembre 1939 a New York
4. Dusk (Rain in Spain) (Strumentale) – 2:59 (musica: Stanley Adams, Xavier Cugat) – Registrato il 15 agosto 1933 a New York

Lato B
1. Gypsy Airs (Aires gitanos) (Strumentale) – 3:09 (musica: Pablo de Sarasate; arrangiamento di Xavier Cugat) – Registrato il 15 agosto 1933 a New York
2. Caminito (Voce di Carmen Castillo) – 3:00 (testo: Gabino Coria Peñaloza – musica: Juan de Dios Filiberto) – Registrato il 15 agosto 1933 a New York
3. Medias de seda (Voci di Carmen e Charito Castillo) – 3:21 (José Bohr) – Registrato il 7 agosto 1936 a Hollywood
4. Tina (Voce di Don Reid) – 3:22 (testo: Hamilton Kennedy – musica: Will Gròsz) – Registrato il 1º aprile 1935 a New York

## Musicisti
- Xavier Cugat – direttore d'orchestra
- Dinah Shore – voce (A3)
- Carmen Castillo – voce (B2)
- Carmen e Charito Castillo – voci (B3)
- Don Reid – voce (B4)